# Конфликт Касири и Куайти
Война между Аль-Катири и Аль-Куайити — серия вооружённых, политических и племенных конфликтов между двумя султанатами южноаравийского региона Хадрамаут (современный Йемен) в XIX–XX веках. Противостояние возникло из-за стремления династий Аль-Катири (властвовавших в Сайуне и Тариме) и Аль-Куайти (контролировавших Мукаллу и Шибам) к гегемонии в регионе. С конца XIX века британская колониальная политика усилила раскол, официально признав оба султаната, но содействуя установлению баланса через вмешательство и договоры.

## Боевые действия

### Ранняя экспансия Аль-Куайити
В середине XIX века выходцы из Индии — Умар ибн Авад аль-Куайти и его родственники — начали активную военную кампанию по расширению своей власти. В 1858 году ими был захвачен город Шибам, важный торгово-культурный центр региона. В 1866 году пал Эш-Шихр, а затем и Мукалла — ключевой порт на побережье Аравийского моря. В 1881 году завершился захват всей прибрежной зоны Хадрамаута султанатом Аль-Куайти.

### Племенная поддержка и столкновения
Аль-Катири, владеющие внутренним Хадрамаутом, вели борьбу за удержание регионов Тарим и Сайун, получая поддержку от племён Нахд, Касад, Тамим и Хамум. Ожесточённые столкновения происходили в долинах Вади-Хаджр и Вади-Дауан. Местные вожди, в том числе из родов Аль-Ксади и Ибн Аббатат, нередко меняли союзников. Попытка устранения лидера Куайити — Авад бин Умара — в Шихре около 1859 года провалилась благодаря предупреждению прислуги.

### Британское вмешательство
С конца XIX века Британия закрепила альянс с Аль-Куайти, подписав в 1888 году договор о протекторате. После этого вооружённые действия происходили под неофициальным контролем британской администрации в Адене. В 1930-х годах британцы подавили ряд племенных мятежей (в том числе Хамум и Барджуф), применив авиацию и тактику «удар–разоружение».

## Мир Инграмса
Основная статья: Мир Инграмса
К середине 1930-х годов регион Хадрамаута находился в состоянии хронической раздробленности. Несмотря на формальное существование двух султанатов — Аль-Катири и Аль-Куайити — реальная власть была рассеяна среди сотен автономных деревень, племенных союзов и даже суверенных святынь. Когда британский резидент Гарольд Инграмс прибыл в Хадрамаут, он вместе с местным меценатом и реформатором Сеидом Абу Бакром аль-Кафом поставил перед собой задачу — заключить мир между всеми реальными центрами власти.
Инграмс и аль-Каф провели титаническую работу: мирный договор пришлось подписывать около 700 раз — столько политических единиц фактически существовало на этой территории. Среди них были и такие экзотические образования, как «суверенная могила святого». Аль-Каф, богатейший хадрамаутец, разбогатевший в Сингапуре, щедро финансировал инициативу, рассчитывая проложить путь для экономической модернизации региона.